# Zortman (Montana)
Zortman es un lugar designado por el censo ubicado en el condado de Phillips en el estado estadounidense de Montana. En el Censo de 2010 tenía una población de 69 habitantes y una densidad poblacional de 6,74 personas por km².

## Geografía
Zortman se encuentra ubicado en las coordenadas 47°55′0″N 108°30′33″O / 47.91667, -108.50917. Según la Oficina del Censo de los Estados Unidos, Zortman tiene una superficie total de 10.24 km², de la cual 10.24 km² corresponden a tierra firme y (0%) 0 km² es agua.

## Demografía
Según el censo de 2010, había 69 personas residiendo en Zortman. La densidad de población era de 6,74 hab./km². De los 69 habitantes, Zortman estaba compuesto por el 73.91% blancos, el 0% eran afroamericanos, el 18.84% eran amerindios, el 0% eran asiáticos, el 0% eran isleños del Pacífico, el 0% eran de otras razas y el 7.25% pertenecían a dos o más razas. Del total de la población el 0% eran hispanos o latinos de cualquier raza.